# Перегудов, Александр Яковлевич
Алекса́ндр Я́ковлевич Перегу́дов (1923—1944) — лейтенант Рабоче-крестьянской Красной Армии, участник Великой Отечественной войны, Герой Советского Союза (1943).

## Биография
Александр Перегудов родился 20 апреля 1923 года в селе Никольское 1-е (ныне — Воробьёвский район Воронежской области). После окончания пяти классов школы работал в колхозе. С 1940 года вместе с семьёй жил в Краснодарском крае. В 1941 году Перегудов был призван на службу в Рабоче-крестьянскую Красную Армию. С июля 1942 года — на фронтах Великой Отечественной войны. В боях был ранен.
К сентябрю 1943 года сержант Александр Перегудов командовал отделением 465-го стрелкового полка 167-й стрелковой дивизии 38-й армии Воронежского фронта. Отличился во время битвы за Днепр. 29 сентября 1943 года отделение Перегудова в числе первых переправилось через Днепр в районе села Вышгород (ныне — город в Киевской области Украины) и приняло активное участие в боях за захват и удержание плацдарма на его западном берегу. После суток непрерывных ожесточённых боёв в строю из всего отделения остались лишь Перегудов и двое бойцов, однако им удалось продержаться до переправы основных сил.
Указом Президиума Верховного Совета СССР от 29 октября 1943 года за «отвагу и героизм, проявленные при форсировании Днепра», сержант Александр Перегудов Александру Яковлевичу присвоено звание Героя Советского Союза с вручением ордена Ленина и медали «Золотая Звезда» за номером 2110.
20 мая 1944 года лейтенант Александр Перегудов погиб в бою на территории Ивано-Франковской области Украинской ССР. Похоронен в селе Малый Ключев Коломыйского района Ивано-Франковской области Украины.
В честь Перегудова названа улица в его родном селе.